# Serhij Postrjechin
Serhij Albertowytsch Postrjechin (ukrainisch Сергій Альбертович Пострєхін; * 1. November 1957 in Cherson) ist ein ehemaliger sowjetischer Kanute aus der Ukraine.

## Erfolge
Serhij Postrjechin gewann im Zweier-Canadier bei den Weltmeisterschaften 1978 in Belgrad seine erste internationale Medaille, als er mit Juri Lobanow auf der 1000-Meter-Distanz den dritten Platz belegte. Ein Jahr darauf wurde er in Duisburg im Einer-Canadier über 500 Meter Weltmeister und sicherte sich 1982 in Belgrad in derselben Disziplin eine weitere Bronzemedaille.
Dazwischen nahm er 1980 in Moskau bei den Olympischen Spielen im Einer-Canadier in zwei Wettbewerben teil. Über 500 Meter zog er nach einem Sieg in den Vorläufen ins Finale ein, das er nach 1:53,37 Minuten ebenfalls auf dem ersten Platz beendete und so vor dem Bulgaren Ljubomir Ljubenow und Olaf Heukrodt aus der DDR Olympiasieger wurde. Auf der 1000-Meter-Strecke gelang Postrjechin als Vorlaufsdritter ebenfalls der Finaleinzug und dort der Gewinn der Silbermedaille. In einer Rennzeit von 4:13,53 Minuten überquerte er 1,2 Sekunden hinter Ljubomir Ljubenow und 1,5 Sekunden vor dem DDR-Kanuten Eckhard Leue die Ziellinie.